# Викентий (Грифони)
Епи́скоп Вике́нтий (рум. Episcop Vincențiu, в миру Виктор Грифони, рум. Victor Grifoni; 23 августа 1954, Бухарест) — епископ Румынской православной церкви, епископ Слобозийский и Кэлэрашийский (Митрополия Мунтении и Добруджи).

## Биография
Оакончил лицей им. Матея Басараба в Бухаресте. В 1974—1978 годах обучался в Богословском институте в Сибиу, который окончил со степенью лиценциата богословия, защитив работу «Святые отцы IV века — руководители в духовной жизни»
С 1978 по 1983 годы, с шестимесячным перерывом на прохождение армейской службы, трудился в Издательстве Института Библии и православной миссии в Бухаресте в качестве корректора и секретаря редакции, где отвечал за подготовку англоязычных публикаций.
Поступил послушником в Монастырь Лайнич в жудеце Горж, где 1 октября 1983 года был пострижен в монашество с именем Викентий. 26 октября того же года был рукоположен в сан иеродиакона, а 25 декабря того же года был рукоположен в сан иеромонаха.
С 1983 по 1990 год, как редактор Издательства Олтенской митрополии и Крайовской архиепископии, готовил к печати широкий круг церковных изданий, включая богословские и исторические труды.
26 октября 1985 года митрополитом Олтенским Нестором был возведён в сан протосинкелла, а 14 июня 1987 года решением Священного Синода Румынской православной церкви был устроен сана архимандрита.
1 августа 1990 года был назначен представителем Румынской православной церкви при Иерусалимской православной церкви и начальником румынских церковных учреждений в Иерусалиме и на Иордане. Организовал обширные реставрационные работы во вверенных ему румынских постройках на Святой Земле. Во время пребывания в Иерусалиме хорошее знание английского языка позволило ему поддерживать хорошие отношения с Иерусалимским Патриархатом, а также с представителями других религиозных исповеданий, а также с властями государства Израиль, что позволяло ему отстаивать интересы Румынской православной церкви на Святой Земле.
12 января 1994 года решением Священного Синода Румынской православной церкви был избран викарным епископом Патриарха Румынского с титулом Плоештский. 2 февраля того же года храме Спиридона Нового состоялась его епископская хиротония, которую возглавил Патриарх Румынский Феоктист.
На посту патриаршего викария он трудился, координируя деятельность канцелярии Священного Синода и некоторых секторов патриаршей администрации (хозяйственно-финансового сектор, бюро Собора спасения нации, пресс-служба, румынские поселения в Иерусалиме, Иордане и Иерихоне) и Библейского института и православной миссии (издательство, типография, семинары).
18 февраля 2001 года был назначен секретарём Священного Синода Румынской православной церкви и ответственным за ведение дел в Синодальной канцелярии. Представлял Румынскую православную церковь и её предстоятеля на многочисленных событиях и акциях культурного и социального характера.
18 июня 2009 года Священный Синод Румынской православной церкви 39 голосами из 46 избрал его епископом Слобозийским и Кэлэрашским. 28 июня того же года в Вознесенском кафедральном соборе в Слобозии состоялась его интронизация, которую возглавил Патриарх Румынский Даниил.